# 青訓系統
青訓系統 （英文：Youth system）一詞意旨某一個特定的運動團隊或是聯盟為開發與栽培青少年以利於該團隊在未來比賽場上的運動員世代交替的培訓計畫。其中，在青訓系統表現出色或是擁有奪得運動團隊高層目光的潛力運動員將有成為該運動團隊一線隊運動員的機會。
青訓系統亦可以為部份運動團隊以較低的預算來填補比賽隊伍陣容中的運動員。在美國，因應各種運動的類型，大多數的高中或是大學都會建立其對應的青訓系統，來負責培養一代又一代代表學校出賽的年輕人，而另外在職業足球俱樂部，特別是在歐洲與拉丁美洲的職業足球俱樂部，亦有自己的一套青訓系統，用以負責開發自己團隊中的青少年以迎接將來的比賽。

## 青年學院
在特定的職業運動俱樂部，尤其是職業足球俱樂部中，最初階年齡層最低的系統被稱作為青年學院，又或是青訓營 ，在職業足球俱樂部的青訓學院中，俱樂部通常會與多位年齡非常年輕的足球員簽約加入該俱樂部的青訓系統，並會在俱樂部青訓學院中教導這群足球員所需要的足球技巧以發揮俱樂部當初與這群年輕的足球員簽約的標準。 而俱樂部在招募年輕足球員時，往往都僅限於招募當地青年為主，然而有些大型的足球俱樂部則會面向國際，向國外招募年輕的足球員加入自己的青訓學院，如兵工廠、皇家馬德里以及切爾西。
在歐洲有許多的大型職業足球俱樂部，如荷蘭的阿賈克斯與飛燕諾，西班牙的巴塞隆納與皇家馬德里，葡萄牙的本菲卡、里斯本競技以及波圖，英格蘭的曼徹斯特聯、利物浦、西漢姆聯以及其他俱樂部，被視為具有極為優秀的青年學院，也因為優秀的青年學院，上述的俱樂部中，已產生許多世界公認優秀的足球員。 其他俱樂部，像是巴西的  格雷米奧、聖保羅，西班牙的皇家西班牙人，義大利的亞特蘭大貝加莫以及英格蘭的米德斯堡、沃特福德以及阿斯頓維拉，上述的俱樂部也被認為擁有優秀的青訓學院，但卻為其自身糟糕的財務狀況所苦。
西漢姆聯的青訓學院被稱作為足球學院，西漢姆聯已為英格蘭超級足球聯賽中的大型俱樂部培育出眾多的英格蘭足球人才。
另一個例子是，某些較低級別聯賽中的俱樂部會將在自身青訓學院中培養出的高級足球人才出售以維持俱樂部本身的運作。在這方面中典型的例子有英甲的克鲁的丹尼·墨菲和甸恩·阿什頓，他們是由俱樂部中的Dario Gradi與他的團隊所出售。
青年學院的另一個名字是“卓越中心”，在英格蘭足壇，這些相關的青訓條款具有不同的含義，並且相關規定由英格蘭足協和英超聯賽授權與監管

## 青年聯賽
青年聯賽雖然類似於青年學院，但差異在於，青年聯賽是建置在俱樂部聯賽之中，而不是隸屬於特定單一的俱樂部之下。然而，在青年聯賽比賽的球隊，一般稱之為二軍（farm teams）。一般情況下，都會與更高階的大型俱樂部做相互的接應。舉辦青年聯賽的目的在於，讓年輕球員能夠與俱樂部中一線隊上的正規球員相互比賽對抗，讓年輕的球員能夠累積大賽的經驗，部分年輕球員很可能會在青年聯賽之後，放棄了該項運動生涯，或是持續朝加入一線隊的資格繼續訓練。在英格蘭的英超聯賽中，就有大型的青年聯賽與各大俱樂部作相對應，而下個賽季即將來到的澳大利亞澳大利亞職業足球聯賽也開始建置自己的青年聯賽。
青年聯賽並不只侷限於足球這項運動，澳大利亞澳式足球聯盟（AFL）即在自身舉辦的高級聯賽底下，另外創立青年聯賽，然而青年聯賽是直屬於AFL管理，並沒有隸屬於澳大利亞各大高級職業俱樂部。因此，年輕的球員想要進入聯賽比賽就需要先通過AFL所舉辦的選秀後，才能選擇為高級職業俱樂部效力。其餘像是澳大利亞的青年冰球、國中冰球以及美加的國家冰球聯盟已都有類似的青年聯賽編制。少棒之於成棒也有類似於青年聯賽的目的，然而少棒的人才招募與開發絕大多數都來自於高中以上的水準。
美國與加拿大，其他主要的職業運動聯盟是沒有青訓系統的建置。如美國國家美式足球聯盟（NFL），就以其完善的橄欖球教育體系來栽培選手，最初是高中橄欖球校隊，再來是大學橄欖球校隊。籃球員則通常在青年高中畢業後便招募他與開發他，然而美國國家籃球協會（NBA）規定，青年需要高中畢業至少一年以上，才能上場比賽。 大學籃球也是NBA與其他職業聯賽的球員招募來源。

## 資料來源
1. ↑  . BBC 新聞. 2005-09-30  [2015-04-20]. （原始内容存档于2017-07-30）.
2. ↑  . BBC 新聞. 2004-09-02  [2015-04-20]. （原始内容存档于2016-03-06）.
3. ↑  Philip, Robert. . 每日電訊報 (英國-倫敦). 2004-06-14  [2020-09-21]. （原始内容存档于2019-12-09）.
4. ↑  . The FA. 2003-11-06  [2008-06-20]. （原始内容存档于2021-04-11）.
5. ↑  Davutovic, David. . 每日電訊報. 2007-10-30  [2015-04-20]. （原始内容存档于2008-12-02）.